# Håkonshallen
Håkonshallen er en middelalderlig stenhal i Bergen opført i tidlig gotisk stil. Det er en del af fæstningsanlægget Bergenhus. Den blev først opført som kongeligt residens og festhal under Håkon Håkonssons styre af Norge (1217–1263). Første gang man ved hallen blev brugt var under Håkons søn Magnus (senere kendt som Magnus Lagabøte), der anvendte den ved sit bryllup med Ingeborg af Danmark den 11. september 1261.
Bygningen forfaldt i løbet af middelalderen og fra 1683 blev bygningen brugt som kornmagasin. J.C. Dahl "genopdagede" bygningen som kongehal. Foreningen til norske Fortidsmindesmerkers Bevaring fik som sin første hovedopgave at restaurere Håkonshallen. På opdrag af J.C. Dahl fik arkitekt Franz Wilhelm Schiertz udført opmålingstegninger af hallen. I 1873 blev restaureringsarbejdet sat i gang af arkitekt Christian Christie. Arkitektene Peter Blix og Adolph Fischer fuldførte restaureringen i årene 1880–1895. Trappegavlen blev tilbageført på baggrund af det ældste bilde af bygningen, Scholeusstikket fra ca. 1580. Hallen blev udsmykket indvendig med freskoer, gobeliner og møbler efter Gerhard Munthes tegninger (1910–1916).
Da skibet ST Voorbode eksploderede i Vågen i 1944 medførte det omfattende skader på Håkonshallen. Efter nye arkæologiske undersøgelser af arkitekt Gerhard Fischer blev Håkonshallen genopbygget af arkitektene Johan Lindstrøm, Claus Lindstrøm, Jon Lindstrøm og Peter Helland-Hansen i årene 1955–1961.
Håkonshallen forvaltes i dag af Bymuseet i Bergen, som også bestyrer Rosenkrantztårnet (lige ved Håkonshallen), Gamle Bergen, Lepramuseet m.fl. Håkonshallen bruges også en del til koncertvirksomhed, særlig korsang og kammermusik.

## Galleri
- Håkonshallen, sidegavlen.
- Håkonshallen med Rosenkrantztårnet i baggrunden.
- Håkonshallen front ud mod vejen.
- Detalje ved et vindue.